# Laphystia stigmaticalis
Laphystia stigmaticalis là một loài ruồi trong họ Asilidae. Laphystia stigmaticalis được Bigot miêu tả năm 1878. Loài này phân bố ở miền Ấn Độ - Mã Lai.